# Litvánia vasúti közlekedése
Litvánia nemzeti vasúttársasága a Lietuvos geležinkeliai, vagy ahogy még nevezik: Litván Államvasutak. A vasúthálózat hossza 2008-ban 1765 km volt, melyből a kétvágányú vonalak hossza 383 km. A villamosított vonalak hossza 122 km. A Litván Vasutak 2007-ben 5 millió utast szállítottak, 409 millió km-en, továbbá 54 millió tonna árut. Az első normál nyomtávolságúú vonal 1861-ben nyílt meg Szentpétervár és Varsó között.

## Története
1851-ben az orosz kormány döntést hozott a Varsó-Szentpétervár vasútvonal megépítéséről. A vonal magában foglalta a Daugavpils-Vilnius-Kaunas-Virbalis közötti szakaszt, amelyet 1858-ban kezdtek el építeni és 1860-ban fejeztek be. Amikor a német hadsereg 1915-ben megszállta Litvániát, a vasút lett a német hadsereg fő élelmiszer- és lőszerellátója. 1918-ban Litvánia függetlensége helyreállt, és 1919-ben a litván kormány megállapodást kötött Németországgal a vasúti vagyon átadásáról a Közlekedési Minisztériumnak.
Az első világháborút követő években a litván vasút újjáépítette a pályákat, és teljes hálózattá kapcsolta össze őket. 1923-ban Klaipėda régiót újraegyesítették Litvániával, és Klaipėda kikötője a litván vasúthálózat részévé vált. 1940-ben a Szovjetunió megszállta Litvániát, a vasúti tevékenységet átszervezték, és Litvánia minden, a szomszédos országokkal kötött megállapodását felmondták. 1941-ben a náci megszálló hatalom a hálózat nagy részét széles nyomtávról normál nyomtávra változtatta. Ezt a szovjetek 1944-ben változtatták vissza. A szovjet időkben az összes balti állam vasútját Rigából irányították. 1991-ben a balti régió vasútjait ismét különálló vasúttársaságokra osztották fel.

## Járműállomány
- 171 tehervonati mozdony
- 17 személyvonati mozdony
- 89 tolatómozdony
- 58 dízel motorvonat (DR1A, D1, AR2, RA-2, 650M)
- 17 villamos motorvonat (ER9M, Škoda CityElefant)
- Dízelmozdonyok (LG M62, LG 2M62, LG 2M62M, TE10, TEP60, TEP70, TEP70BS, ChME3, ChME3M, LG ER20)

## Vasúti kapcsolata más országokkal
- Lengyelország - azonos nyomtáv 1435 mm (Rail Baltica)
- Fehéroroszország - azonos nyomtáv 1520 mm
- Oroszország - azonos nyomtáv 1520 mm
- Lettország - azonos nyomtáv 1520 mm